# 韋伯島
67°27′S 67°56′W / 67.450°S 67.933°W

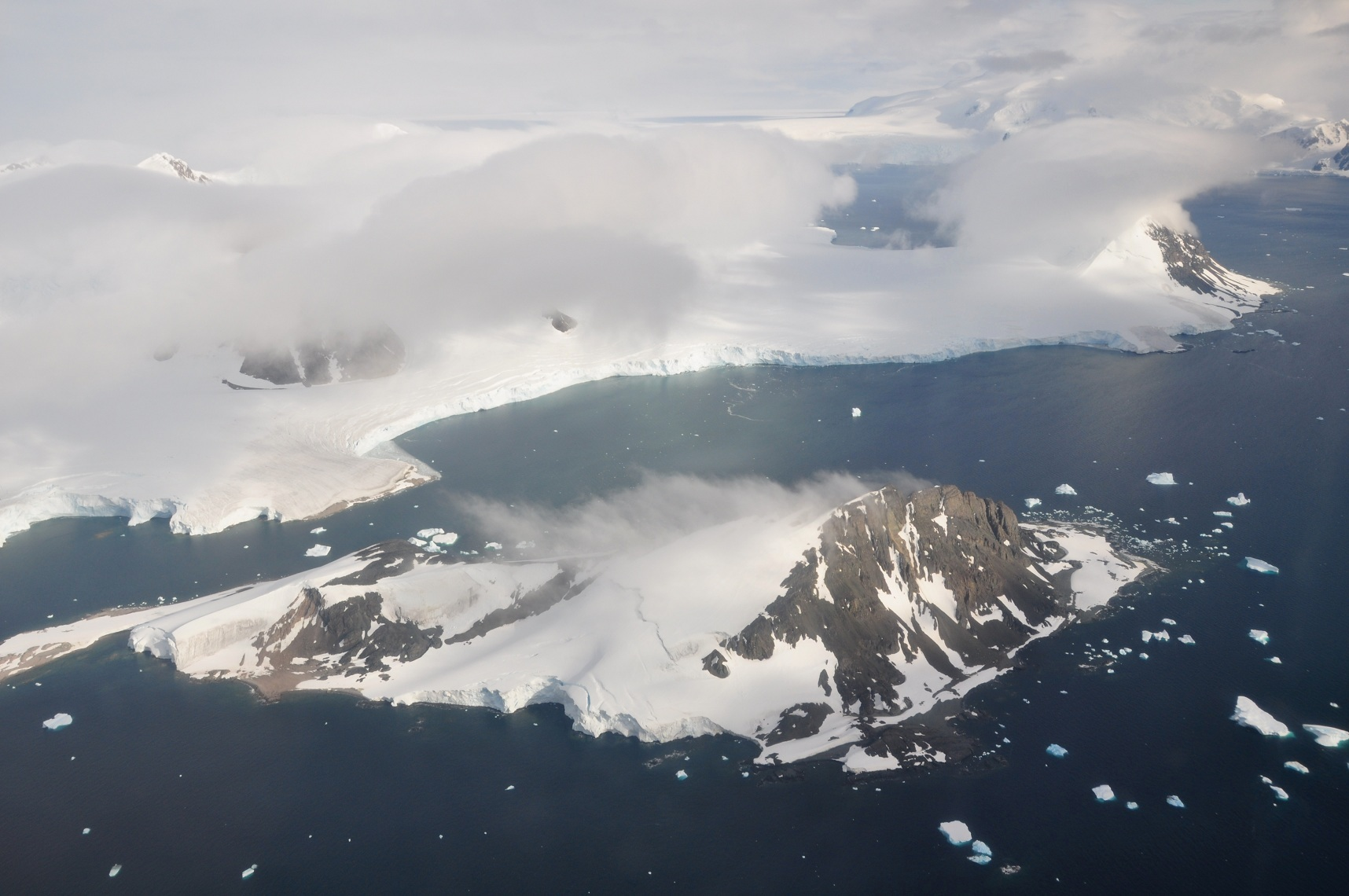

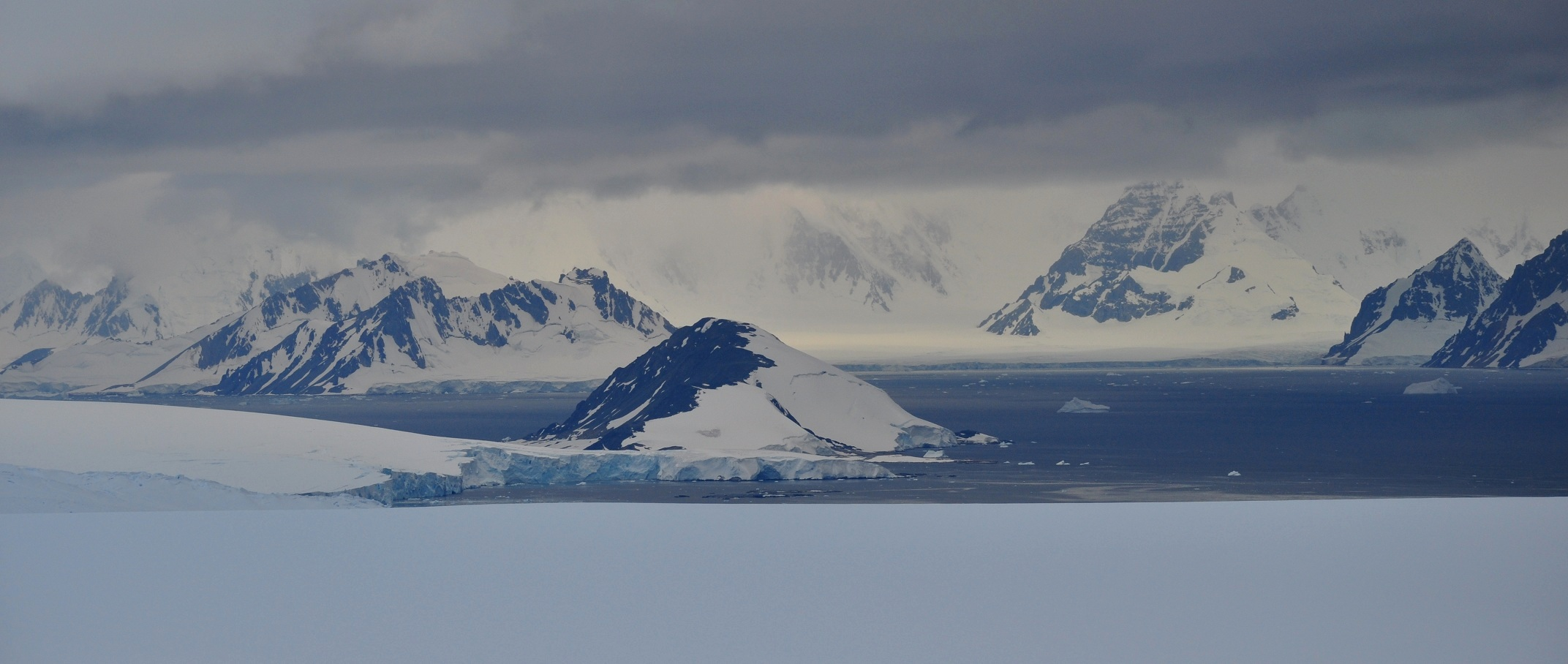

韋伯島是南極洲的島嶼，位於洛伯夫灣，長2.8公里，處於斯通豪斯灣入口處以南約6公里，由法國的探險隊發現，以英國海軍命名。